# Kállay Géza (hegedűtanár)
Kállay Géza (Budapest, 1929. október 29. – Budapest, 1982. március 28.) hegedűtanár.

## Élete
1942-ben kezdte meg felsőfokú tanulmányait Végh Sándornál a budapesti Zeneművészeti Főiskolán. 1947-től már önállóan képezte magát tovább. 1959-ben indult pedagógusi pályája a Budapesti 3. sz. körzeti zeneiskolában. 1963-tól szakfelügyelői minőségben is dolgozott, 1968-tól a budapesti III. kerületi Állami Zeneiskolának volt a tanára. Munkássága kiterjedt a Kodály-módszer hegedűs adaptációjának kidolgozására, illetve a csoportos hangszeres előkészítés módszerének kialakítására is.